# Kategoria e Parë 1973-1974
La Kategoria e Parë 1973-1974 fu la 35ª edizione della massima serie del campionato albanese di calcio disputato tra il 16 settembre 1973 e il 9 giugno 1974 e concluso con la vittoria del Vllaznia, al suo quarto titolo.
Capocannoniere del torneo fu Ilir Përnaska (Dinamo Tirana) con 19 reti.

## Formula
Le squadre partecipanti furono 14 e disputarono un turno di andata e ritorno per un totale di 26 partite.
L'ultima classificata retrocedette in Kategoria e Dytë mentre le penultima disputò uno spareggio contro la seconda della seconda serie.
Nessuna squadra si qualificò alle coppe europee.

## Squadre
| Squadra             | Città        | Stadio | Stagione 1972-1973 |
| ------------------- | ------------ | ------ | ------------------ |
| Skënderbeu          | Coriza       |        | 10°                |
| Labinoti            | Elbasan      |        | 7°                 |
| 17 Nëntori          | Tirana       |        | 11°                |
| KF Partizani Tirana | Tirana       |        | 2°                 |
| Dinamo Tirana       | Tirana       |        | Campione d'Albania |
| Flamurtari          | Valona       |        | 6°                 |
| Besa Kavajë         | Kavajë       |        | 3°                 |
| Vllaznia            | Scutari      |        | 4°                 |
| Besëlidhja          | Alessio      |        | 12°                |
| Traktori            | Lushnjë      |        | 5°                 |
| Lokomotiva          | Durazzo      |        | 13°                |
| Luftëtari           | Argirocastro |        | 9°                 |
| Naftëtari           | Kuçovë       |        | Kategoria e Dytë   |
| Shkëndija Tirana    | Tirana       |        | 8°                 |

## Classifica finale
|                    | Pos. | Squadra     | Pt | G  | V  | N  | P  | GF | GS | DR  |
| ------------------ | ---- | ----------- | -- | -- | -- | -- | -- | -- | -- | --- |
| Albania (bandiera) | 1.   | Vllaznia    | 37 | 26 | 16 | 5  | 5  | 38 | 18 | +20 |
|                    | 2.   | Partizani   | 35 | 26 | 13 | 9  | 4  | 37 | 16 | +21 |
|                    | 3.   | Besa Kavajë | 30 | 26 | 8  | 14 | 4  | 21 | 15 | +6  |
|                    | 4.   | Dinamo      | 28 | 26 | 11 | 6  | 9  | 24 | 19 | +5  |
|                    | 5.   | Flamurtari  | 28 | 26 | 9  | 10 | 7  | 24 | 24 | 0   |
|                    | 6.   | Shkëndija   | 26 | 26 | 8  | 10 | 8  | 23 | 23 | 0   |
|                    | 7.   | Labinoti    | 24 | 26 | 7  | 10 | 9  | 21 | 20 | +1  |
|                    | 8.   | Traktori    | 24 | 26 | 6  | 12 | 8  | 21 | 30 | -9  |
|                    | 9.   | Skënderbeu  | 23 | 26 | 8  | 7  | 11 | 15 | 20 | -5  |
|                    | 10.  | Lokomotiva  | 23 | 26 | 7  | 9  | 10 | 17 | 23 | -6  |
|                    | 11.  | Naftëtari   | 22 | 26 | 6  | 10 | 10 | 16 | 24 | -8  |
|                    | 12.  | Besëlidhja  | 22 | 26 | 6  | 10 | 10 | 14 | 23 | -9  |
|                    | 13.  | 17 Nëntori  | 21 | 26 | 7  | 7  | 12 | 21 | 28 | -7  |
|                    | 14.  | Luftëtari   | 21 | 26 | 5  | 11 | 10 | 13 | 22 | 21  |

Legenda:

      Campione d'Albania
      Ammesso allo spareggio
      Retrocesso in Kategoria e Dytë
Note:

Due punti a vittoria, uno a pareggio, zero a sconfitta.

### Spareggio
Lo spareggio fu disputato tra il 17 Nëntori (penultimo per differenza reti) e l'Apolonia Fier, secondo classificato nella Kategoria e Dytë il 12 e 16 giugno 1974.
| Fier 12 giugno 1974 | Apolonia Fier | 0 – 0 | 17 Nëntori |  |

| Tirana 16 giugno 1974 | 17 Nëntori | 2 – 0 | Apolonia Fier |  |

## Verdetti
- Campione: Vllaznia
- Retrocessa in Kategoria e Dytë: Luftëtari